# Lídia Rabassa Areny
Lídia Rabassa Areny (Andorra la Vella, Principat d'Andorra, 1 de març de 1965) és una lingüista, professora, investigadora i acadèmica andorrana.
Deixeble de Jacques Allières, Xavier Ravier i Jean-Louis Fossat, investigadors de l'escola de dialectologia de Tolosa, es doctorà a la Universitat de Toulouse-le-Mirail, exerceix com a professora de fonètica, fonologia i sintaxi del francès així com de lingüística i dialectologia romàniques d'aquesta universitat. La seva activitat investigadora s'ha centrat en els parlars catalans d'Andorra, dels quals, en diversos treballs, ha tractat el lèxic, la morfologia, la variació diatòpica, diacrònica i generacional així com la toponímia. Ha realitzat nombroses enquestes dialectals i sociolingüístiques en territori andorrà de cara a la formació d’una fonoteca de les llengües meridionals i ha col·laborat en enquestes complementàries de l'Atles Lingüístic del Domini Català (ALDC), un projecte de l'Institut d'Estudis Catalans. El 1995 va presentar una comunicació sobre la situació del català a Andorra.
L'any 2006 va esdevenir membre corresponent per Andorra de l'Institut d'Estudis Catalans.